# Турецьке
Туре́цьке (рос. Турецкое) — село в Балезінському районі Удмуртії, Росія.

## Населення
Населення — 361 особа (2010; 449 в 2002).
Національний склад станом на 2002 рік:
- удмурти — 71 %
- росіяни — 28 %